# Gaetano Cicognani
Gaetano Cicognani (Brisighella, 26 novembre 1881 – Roma, 5 febbraio 1962) è stato un cardinale, arcivescovo cattolico e diplomatico italiano, al servizio della Santa Sede.
Papa Pio XII lo elevò al rango di cardinale della Chiesa cattolica nel concistoro del 12 gennaio 1953.

## Biografia
Nacque a Brisighella il 26 novembre 1881, fu ordinato sacerdote nel 1904 e divenne membro della Sacra Rota.
Dopo avere studiato alla Pontificia Accademia Ecclesiastica, cominciò a lavorare nell'ufficio del Segretariato di Stato vaticano, per poi essere inviato in Belgio. Nel 1925 divenne arcivescovo titolare di Ancira. Poi fu nunzio in Bolivia e successivamente in Perù (1928), in Austria (1936) e in Spagna (1938).
Come nunzio in Austria, ebbe l'incarico da parte del Papa di mettere in guardia l'arcivescovo di Vienna Theodor Innitzer contro il nazismo.
Ricoprì l'incarico di nunzio in Spagna fino al 1953, anno in cui fu creato cardinale e andò a occupare il ruolo di prefetto della Congregazione per i Riti. In quanto presidente di una commissione sulla Sacra liturgia, quando morì, il 5 febbraio 1962 all'età di ottant'anni, stava lavorando sull'introduzione di modifiche alla liturgia in vista delle discussioni sul tema durante il Concilio Vaticano II, che si doveva aprire negli ultimi mesi di quell'anno.
Gaetano Cicognani aveva un fratello minore, Amleto Giovanni Cicognani, che fu anch'egli nominato cardinale (nel 1958), facendo sì che i due fratelli facessero entrambi parte del collegio cardinalizio, fatto questo alquanto insolito nella storia della Chiesa cattolica.

## Genealogia episcopale e successione apostolica
La genealogia episcopale è:
- Cardinale Scipione Rebiba
- Cardinale Giulio Antonio Santori
- Cardinale Girolamo Bernerio, O.P.
- Arcivescovo Galeazzo Sanvitale
- Cardinale Ludovico Ludovisi
- Cardinale Luigi Caetani
- Cardinale Ulderico Carpegna
- Cardinale Paluzzo Paluzzi Altieri degli Albertoni
- Papa Benedetto XIII
- Papa Benedetto XIV
- Papa Clemente XIII
- Cardinale Marcantonio Colonna
- Cardinale Giacinto Sigismondo Gerdil, B.
- Cardinale Giulio Maria della Somaglia
- Cardinale Carlo Odescalchi, S.I.
- Vescovo Eugène de Mazenod, O.M.I.
- Cardinale Joseph Hippolyte Guibert, O.M.I.
- Cardinale François-Marie-Benjamin Richard de la Vergne
- Cardinale Pietro Gasparri
- Cardinale Gaetano Cicognani

La successione apostolica è:
- Vescovo Pedro Francisco Luna Pachón, O.F.M. (1926)
- Vescovo Antonio Rafael Villanueva, O.F.M. (1929)
- Vescovo Atanasio Celestino Jáuregui y Goiri, C.P. (1936)
- Vescovo Francesco Solano Muente y Campos, O.F.M. (1936)
- Vescovo Florencio Sanz Esparza, C.M. (1939)
- Vescovo Daniel Llorente y Federico (1942)
- Arcivescovo Rafael García y García de Castro (1943)
- Vescovo Emeterio Echeverria Barrena (1943)
- Vescovo Ramón Iglesias Navarri (1943)
- Vescovo Jesús Mérida Pérez (1943)
- Arcivescovo Enrique Delgado y Gómez (1943)
- Vescovo León Villuendas Polo, O.F.M. (1944)
- Arcivescovo Luis Alonso Muñoyerro (1944)
- Vescovo Jaime Font y Andreu (1944)
- Arcivescovo José Ángel López Ortiz, O.S.A. (1944)
- Vescovo Luis Almarcha Hernández (1944)
- Vescovo Francisco Blanco Nájera (1944)
- Arcivescovo José García y Goldaraz (1944)
- Vescovo José Souto Vizoso (1945)
- Vescovo Saturnino Rubio y Montiél (1945)
- Vescovo Enrique Alvarez González, O.P. (1946)
- Cardinale Ángel Herrera Oria (1947)
- Vescovo Aurelio del Pino Gómez (1947)
- Vescovo Andrés A. Domingo Pérez Cáceres (1947)
- Vescovo Manuel Llopis Ivorra (1950)
- Vescovo John Ambrose Abasolo y Lecue, O.C.D. (1950)
- Vescovo Mariano Vega Mestre (1951)
- Arcivescovo Salvatore Baldassarri (1956)

## Fonti
- (EN) David Cheney, Gaetano Cicognani, su Catholic-Hierarchy.org.